# Тульська оборонна операція

## Загальні дані
Проводилася силами Брянського (з 11 листопада — лівого крила Західного фронту) протягом 24 жовтня — 5 грудня 1941 року в ході битви за Москву.
Проводилася силами 50-ї армії генерал-майора А. М. Єрмакова; з 22 листопада керував генерал І. С. Болдін. Допоміжними частинами були 156-й стрілецький полк НКВС, 732-й зенітно-артилерійський полк протиповітряної оборони, Тульський робітничий полк. Міський комітет оборони Тули очолював В. Г. Жаворонков.

## Перед операцією
8 жовтня в Тулу прибуває з Казахстану 238-ма стрілецька дивізія. Того ж дня починається евакуація працівників тульських оборонних підприємств. Після зайняття німцями Калуги створюється можливість їх прориву до Алексина і Серпухова. 14 жовтня 238-ма дивізія спішно перебазовується під Алексин, в Тулі знаходяться 732-й зенітний та 171-й винищувальний авіаційний полки протиповітряної оборони та 156-й полк НКВС.
19 жовтня нацистські війська повністю зайняли Бабинінський, Детчинський, Перемишльський Калузької та Черепетський райони Тульської області.
21 жовтня німецькі сили займають Калугу та весь Калузький район. Загороджувальні загони 50-ї армії стримували німецький наступ між селом Рождествено і станцією Черепеть (Суворовський район).
22 жовтня створюється Тульський міський комітет оборони, навколо міста починають споруджувати оборонні укріплення; командиром Тульського робітничого полку призначається капітан А. П. Горшков.
До 23 жовтня 3-тя та 50-та армії Брянського фронту під рукою генерал-майора Георгія Захарова вириваються з оточення та відходять на рубіж Бельов — Мценськ східніше Орла.
50-та радянська армія виходить на оборонні рубежі під Тулою в складі 8 стрілецьких, 1 танкової та 1 кавалерійської дивізій, значно послаблених в попередніх боях — в дивізіях було від 500 до 100 бійців та командирів. Згідно Архіву міністерства оборони СРСР з 75467 особового складу 50-ї армії до Тули вийшло 7588; на озброєнні мали 4320 гвинтівок, 268 кулеметів, 19 гармат, 7 мінометів, 2 танки, жодного бронетранспортера.

## Початок операції
2-га німецька танкова армія генерала Гудеріана завдає удару в напрямі Тули — Кашири — Коломни задля оточення Москви з півдня.

Німецький автомобіль на бездоріжжі біля Тули.

24 жовтня починається німецький наступ з рубежа Бельов — устя річки Снежедь уздовж шосе Орел — Тула німецька 2-га танкова армія поновила наступ з району Мценська.
25 жовтня в Тулі введено осадний стан. В Тулі несе службу по охороні тилів Брянського фронту 34-й прикордонний полк. В цьому часі німці займають Чернь та Плавськ. Навколо Тули зведено 3 оборонні лінії, в місті створено 4 укріпрайони, дві полоси укріплень, викопано протитанкові рови, встановлено «їжаки» та надовби, збудовано барикади, створено опорні пункти на танконебезпечних напрямах, створено 7700 сховищ на 140000 людей, підготовано бронепоїзд № 16. На оборонних роботах щодня працювало від 2000 до 4000 людей, переважно жінки. В Тульському робітничому полку з 5 батальйонів нараховувалося 1500 бійців. Радянські війська з боями відходять на рубіж річок Упа і Плава.
26 жовтня під Плавськ скерований 108-й мотострілецький полк 50-ї армії — два батальйони та 4 протитанкові гармати, посилений двома батареями дивізійного артилерійського полку.
27 жовтня німецька 2-га танкова армія продовжує пробиватися на Тулу, 2-га армія — на Курськ. Тульський робітничий полк капітана Горшкова, 156-й полк НКВС майора С. Ф. Зубкова та міліційний батальйон майора М. І. Свиридова займають підготовані оборонні рубежі. Також тут дислокувався 732-й зенітно-артилерійський протиповітряний полк майора М. Т. Бондаренка. Цього дня в Ставку повідомлялося, що рнадянська авіація знищила до 90 автомашин, 14 танків, 11 літаків, 3 зенітні батареї, 11 цистерн з паливом.
28 жовтня під Плавськом нацистські сили атакують радянські позиції із залученням 60 танків та за підтримки півтора десятка літаків люфтваффе. Після виходу німецьких сил до Житова і Карамишева вночі на 29 жовтня полк відходить на Тулу.
29 жовтня передові німецькі частини 2-ї армії виходять до Тули, де зіштовхнулися з радянською обороною, посиленою поставленими на пряму наводку гарматами ППО, зайняли Ясну Поляну та Косу Гору (зараз мікрорайон Тули), Щокіно, вийшли на Івановські дачі, станцію Підземгаз та Ново-Басово (зараз Привокзальний район Тули), в бою німці втратили 19 танків та багато вбитих. Того ж дня до Тули прибуває 447-й артилерійський полк полковника О. О. Мавріна.
30 жовтня наказом з Москви створюється Тульський бойовий участок, керує генерал-майор В. С. Попов.
Протягом 30 жовтня — 1 листопада нацисти намагалися сходу оволодіти Тулою силами двох танкових дивізій та піхотної бригади, німці пройшли через радянські мінні поля без жодного ушкодження, всі атаки між парком Осовіахіму та південною окраїною Рогожинського поселення та через поселення Червоний Перекоп були відбиті. Радянська 6-та зенітна батарея за той день знищила 14 німецьких танків, німці зайняли частину тульського мікрорайону Рогожинське поселення. Захисники Тули загалом за день відбили 4 німецькі атаки та знищили 31 танк. У 260-й стрілецькій дивізії, що тримала оборону на Воронезькому шосе, лишилося 200 людей. В тих атаках комісар Агеєв Григорій Антонович загинув, йому посмертно присвоєно звання Героя Радянського Союзу.
31 жовтня німецькі атаки на місто були відбиті — йшло до 100 танків та піхотний полк, німці втратили 34 танки та багато піхоти. Цього дня оборонні рубежі займають 154-та стрілецька дивізія генерал-майора Я. С. Фоканова, 217-та стрілецька дивізія комбрига К. П. Трубникова та інші частини 50-ї армії — 32-га танкова бригада полковника І. І. Ющука та 34-й гвардійський мінометний дивізіон, по німцях прямою наводкою вели вогонь «катюші». Міліцейський батальйон займає позиції біля села Михалково.

Зенітна установка на Пролетарському мості в Тулі.

1 листопада 24-й танковий корпус 2-ї німецької танкової армії досяг району західніше Дєділово. Німецькі сили перегруповуються, висуваються дві піхотні дивізії, танкові частини зосереджуються біля Осикової Гори (зараз тульська вулиця). Радянське командування звітувало, що в відбитті німецьких атак того дня було підбито до 30 німецьких танків, сильні бої тривали біля Нижньої Китаївки.
2 листопада радянські війська відбили атаки 24-го німецького мотокорпусу на Тулу. Цього дня на південному сході від міста оборонні рубежі зайняла прибула з Далекого Сходу 413-та стрілецька дивізія генерал-майора О. Д. Терешкова. Протягом дня тривала артилерійська перестрілка, інтенсивна на північній межі Тули.

## Бої під Тулою
3 листопада на південній околиці Тули займає оборону один полк 413-ї стрілецької сибірської дивізії, на північний захід від міста висувається загін 32-ї танкової бригади до Кострово, загін 34-го мотострілецького полку НКВС — в Севрюково. Цього дня на південній межі Тули німці втратили вбитими 200 вояків та знищеними 12 танків.

Ремонт танка в Тульських майстернях.

4 листопада німецькі сили намагаються обійти місто зі сторони Поповки і Ломінцева, північно-західніше Тули радянське командування перекидає 258 стрілецьку дивізію; на південний захід від Тули розгортається 413-та стрілецька дивізія генерала Терешкова, 299 стрілецька — під Сталіногорськом.
5 листопада 413-та стрілецька дивізія на одній з ділянок фронту відбила німецьку атаку, вбивши до 2 рот піхоти та підбивши 5 танків.
7 листопада починається радянський контрнаступ силами 3-ї генерал-майора Я. Р. Крейзера та 50-ї радянських армій в напрямі Косої Гори, Ясної Поляни і Щокіна. Німецька 2-га танкова армія розвернула 53-й корпус проти радянських військ, що атакували її південний фланг та відклала наступ на Тулу. 413-та стрілецька дивізія цього дня знищила до роти солдатів противника та підбила 2 танки, 290-та стрілецька дивізія — понад 200 вояків і до 10 танків.
8 листопада 24-й танковий корпус відбивав радянські атаки з Тули в напрямі Шиши — Басово — Велика Єловая, але відступив з Рогожинського поселення та тульського цегельного заводу.
9 листопада в районі Тули німецька 2-га танкова армія відбивала радянські атаки на правому фланзі, радянські війська відбили Рогожинське поселення та Гостєєвку, в цьому бою загинуло до 500 німецьких вояків.
В днях 10-17 листопада німецькі сили намагаються прорватися у напрямі Алексина в зоні оборони 49-ї армії генерал-майора І. Г. Захаркіна, ці спроби припинено.
10 листопада продовжуються бої з німецькою 2-ю танковою групою на схід та південний схід від Тули, німці відбили радянську контратаку 260-ї стрілецької дивізії вздовж Орловського шосе; 413-та стрілецька дивізія та 32-га танкова бригада вели бої за Крутоє і Крюковку, під останньою підбито 6 німецьких танків. Внаслідок німецького контрнаступу в стик 238- та 258-ї стрілецьких дивізій радянські сили відходять на лінію Нікулінські Виселки — Варфоломеєво. Сюди з резерву перекидається радянська 31-ша кавалерійська дивізія. Того ж дня силами Тульського робітничого полку і 154-ї стрілецької дивізії нацистські сили вибиті з території Тульського цегельного заводу.
12 листопада в районі Тули 2-га німецька танкова армія відбила кількаразові радянські контратаки в районі сіл Кетрі і Плутнєво та перегруповується для наступу.
14 листопада радянське командування інформує Ставку, що нацистські сили з 30 жовтня втратили на підступах до Тули понад 6000 солдатів та офіцерів, понад 100 танків та 25 літаків. В боях цього дня 154-та стрілецька дивізія відбила у нацистів 5 населених пунктів.
17 листопада радянські війська в боях з чисельними втратами із обидвох сторін закріпилися на лінії сіл Проніно — Кетрі.
18 листопада зранку після артилерійського обстрілу нацисти завдають удару в напрямі Тули зі сходу: 2-га німецька танкова армія — 5 піхотних дивізій, 4 танкові, 3 моторизовані, одна піхотна бригада та один мотополк, зайняли Дубовку; пізніше за підтримки люфтваффе проривають оборону 50-ї армії та займають район Дєділово — радянські сили відходили пізно вночі з напівоточення — 24-й танковий корпус, 47-й танковий корпус зайняв Єпіфань. 413-та радянська дивізія відійшла на рубіж Болохово — П'ятницьке.
19 листопада нацистські війська продовжують наступ в смузі оборони 413-ї стрілецької дивізії, в боях того дня села переходили кілька разів з рук в руки. Під Болоховим того дня при відбитті атак радянські бійці знищили 2 танки, 4 гармати та розстріляли близько 300 піхотинців.
20 листопада німецька 18-та танкова дивізія після вуличних боїв зайняла Єфремов та втримала, відбивши радянські контратаки. В цьому часі під Тулу Ставка ВГК перекидає 239-ту стрілецьку дивізію Г. О. Мартиросяна; дивізія зуміла послабити німецький натиск, але сама потрапила в оточення. Продовжувалися бої під Болоховом, танкісти 32-ї бригади з піхотою прориваються з оточення, в бою підбили 9 німецьких танків та розстріляли до роти противника.
Протягом 17-20 листопада радянська 413-та стрілецька дивізія в боях знищила до 2500 солдатів противника та підбила 15 танків.
21 листопада створюється Веньовська укріплена ділянка — 299-та та 413-та стрілецькі дивізії, 31-ша кавалерійська, 108-ма танкова дивізії, 11 танкова бригада та 125-й танковий батальйон, сюди ж перекидається 173-тя стрілецька дивізія, риються окопи, споруджуються дзоти.
22 листопада радянські війська вибиті з Сталіногорська, німці розвивають наступ на Веньов і Каширу. 108-ма танкова дивізія спромоглася вибити німців з села Теребуш на південний захід від Веньова.
23 листопада Жуков наказав групі Доватора, посиленій залишками 44-ї кавдивізії, завдати удару в тил німецької солнєчногорської групи.
Німецька 3-тя танкова дивізія 2-ї танкової групи намагалася з ходу оволодіти Веньовом, але була зупинена, в цьому бою було підбито 19 німецьких танків та знищено до батальйону піхоти. Німці посилюють цей напрям 17-ю танковою дивізією. Того дня радянські танкові групи завдають удару в районі села Сем'янь, зайняли село Богородицьке, німці в другій половині дня контратакують, відновлюють позиції та займають село Хавки.
24 листопада — удар групи Доватора по Солнєчногорському угрупуванню німців, з великими втратами кавалеристи на ніч змушені відступити.

## Звуження горловини котла
Німецький 24-й танковий корпус 2-ї танкової армії зайняв Веньов, 17-та танкова дивізія обійшла Веньов зі сходу та розвинула наступ на Каширу. 43-й армійський корпус просувається до річки Упа. 10-та мотодивізія зайняла Михайлов. 29-та мотодивізія просунулася на 40 км на північ від міста Єпіфань.

Тульський бронепотяг число 16.

25 листопада підрозділи німецької 17-ї танкової дивізії прориваються до південних околиць Кашири, де зосереджувався посилений 1-й гвардійський кавалерійський корпус Бєлова, перекидуваний з-під Серпухова. Одночасно проводиться наступ на Срібні Ставки, Михайлов та Скопин; створилася загроза перериву основних комунікацій з Москвою центральних та східних районів Росії, та захоплення нацистами Зарайська і Рязані. Продовжувалися бої під Сталіногорськом.
26 листопада в район Солнєчногогорська і Крюкова прибули радянські 7 і 8-ма гвардійські стрілецькі дивізії, дві танкові бригади та два артилерійські протитанкові полки. Німецька 3-тя танкова дивізія 2-ї танкової армії перерізала залізницю та шосе Москва — Тула північніше Тули. Далі не просунулися — опір 1-го гвардійського кавкорпусу, 112-ї танкової дивізії та інших частин в районі Кашири.
27-30 листопада радянський Західний фронт провадить контрнаступ силами 1-го гвардійського кавалерійського корпусу генерал-майора П. А. Белова та 112-ї танкової дивізії полковника А. Л. Гетьмана. 2-га танкова армія Гудеріана відкинута на 10-15 км в сторону Веньова в районі Мордвеса. Від Тули на Веньов завдала удару радянська 32-га танкова бригада.
28 листопада частини 1-го гвардійського кавалерійського корпусу з танковою дивізією полковника Гетьмана та танковою бригадою майора Кириченка проводять наступ південніше Кашири. Війська на північний захід від Тули відбивали німецький наступ на шосе Тула — Серпухов.
30 листопада частини 1-го кавкорпусу продовжують наступати на Мордвес; німецьке командування перекидає частини з-під Кашири на Тулу.
1 грудня німецькі сили вибиті з районного центру Мордвес. Того ж дня тульські зброярі передали робітничому полку перший виготовлений ними міномет.

## Остання спроба замкнення оточення
2 грудня німецькі сили ще раз намагаються двома концентричними ударами з півночі зайняти Тулу. Їм вдалося перерізати залізницю та шосе Тула — Серпухов, в районі Ревякіно — 15 км західніше Тули — біля села Кострово, одночасно почався наступ північніше Тули та з заходу, проте замкнути кільце не змогли.
Силами 49-ї та 50-ї армій цей наступ зупинено та 5 грудня 1941 року нацисти під Тулою переходять до оборони.
3 грудня 4-та танкова дивізія 2-ї танкової армії Гудеріана підірвала залізницю Тула-Москва та досягла шосе Тула — Серпухов, з радянською Тулою лишився перешийок в 5 кілометрів; там тримав оборону 999-й стрілецький полк 258-ї дивізії та танкова рота.
4 грудня 3-тя танкова дивізія 2-ї танкової армії Гейнца Гудеріана вела бої в лісі східніше Тули. 43-й корпус зайняв вихідні позиції для наступу, 296-та піхотна дивізія Штеммермана продовжила марш на Тулу. В нічній атаці радянські сили знищили до батальйону полку «Велика Німеччина». Температура того дня впала до — 35С, у німецької техніки позамерзало мастило.
Згідно радянських даних, в ході Тульської операції діяло 30 партизанських загонів та 70 диверсійних груп.
5 грудня закінчилася Тульська оборонна операція військ лівого крила Західного фронту. Німці відводять далеко висунуті частини на лінію річок Дон — Шат — Упа. Радянські війська зайняли село Кострово та розширили 5-кілометровий перешийок.
7 грудня 296-та німецька стрілецька дивізія «Оленяча голова» зробила психічну атаку на західну межу Тули зі сторони радгоспу «Мясново» та села Маслово. Під світлом прожекторів вночі радянські бійці винищили піхотний батальйон німецького 521-го полку.
8 грудня сили радянської 50-ї армії перейшли в наступ.

## Додаткові дані
За час оборони Тули 156-й полк НКВС втратив вбитими 112 людей, пораненими 120, пропалими безвісти 60 із загальної чисельності 410 бійців.
732-й артилерійсько-зенітний полк з 29 жовтня по 6 грудня знищив 49 танків, 15 гармат, 13 мінометних батарей, 13 літаків, 4 автомашини.
На тульських заводах під час осади міста було відремонтовано 89 танків та понад 100 гармат, до 200 автомобілів та понад 520 кулеметів, вироблялися гранати, міни та міномети.